# روبن بوشارد
روبن بوشارد هو لاعب هوكي جليد كندي، ولد في 22 أكتوبر 1973 في جانكوير ‏ في كندا.

## وصلات خارجية
- روبن بوشارد على موقع دوري الهوكي الوطني (الإنجليزية)
- روبن بوشارد على موقع EliteProspects.com (الإنجليزية)
- روبن بوشارد على موقع HockeyDB.com (الإنجليزية)